# مارینر ۲
مارینر ۲ نام یک کاوشگر فضایی است که به سمت سیاره ناهید فرستاده شد. این کاوشگر نخستین فضاپیمای موفق برنامه مارینر ناسا محسوب می‌شود و در تاریخ ۲۷ اوت ۱۹۶۲ پرتاب شد. مارینر پس از ۱۰۸ روز به ناهید رسید و به این ترتیب نخستین کاوشگر فضایی شد که به سیاره های دیگر میرسد.
این ماشین ۲۰۰ کیلوگرمی، شش وسیله تحقیقاتی را با خود به همراه داشت که شامل یک رادیوی دوطرفه، یک سیستم جذب انرژی خورشیدی و چندین دستگاه چندکاره الکتریکی و مکانیکی میشد. گرچه برخی از دستگاه‌های مارینر در طول سفر با اختلال مواجه شدند و یکی از باتری‌های خورشیدی آن از کار افتاد، اطلاعات ارزشمندی را درباره ناهید مخابره کرد و با دو پرتوسنج مایکروویو و فروسرخ خود، دمای سطح این سیاره را ۴۲۵ درجه سانتیگراد تخمین زد.